# Prirodni rezervat Alam-Pedja
Prirodni rezervat Alam-Pedja (est. Alam-Pedja looduskaitseala) je najveći prirodni rezervat u Estoniji. To je velika divljina koje pokriva 342 km2 (85.000 hektara), a sastoji se od kompleksa 5 velikih tresetišta odvojenih nereguliranim rijekama. Prirodni rezervat ima za cilj zaštititi različite ekosustave i rijetke vrste, uglavnom kroz očuvanje prirodnog razvoja šuma i tresetišta kao i osiguravanje trajnog upravljanja poplavnim travnjacima. 
Alam-Pedja se nalazi u srednjoj Estoniji, sjeveroistočno od jezera Võrtsjärv u nizinskom području zvanom bazen Võrtsjärv. On obuhvaća tri okruga - okrug Tartumaa, okrug Jõgevamaa i okrug Viljandimaa. Područje je slabo naseljeno, točnije ima manje od 10 stalnih stanovnika. Prirodni rezervat je osnovan 1994. godine uz pomoć estonskog fond za prirodu. Priznat je kao močvarno područje od međunarodnog značaja u okviru Ramsarske konvencije.
Alam-Pedja je najvažnije područje za šljuku livadarku (lat. Gallinago media) u Estoniji i ostalim baltičkim zemljama. Orao klokotaš (lat. Aquila clanga) je ugrožena vrsta ptica na ovom području.

## Vanjske poveznice
- Službene stranice Prirodni rezervat Alam-Pedja  Arhivirana inačica izvorne stranice od 30. siječnja 2009. (Wayback Machine)

|  | Zajednički poslužitelj ima još gradiva o temi Prirodni rezervat Alam-Pedja |